# فيزياء الهندسة البنائية
فيزياء الهندسة البنائية هو مصطلح قُدِّمَ في تقرير نُشِرَ في يناير 2010 بتكليف من الأكاديمية الملكية البريطانية للهندسة. ويمثل هذا التقرير الذي كان بعنوان التأسيس الهندسي لبيئة منخفضة الكربون: مجال فيزياء الهندسة البنائية، واحدًا من المبادرات العديدة التي أطلقتها الأكاديمية الملكية البريطانية للهندسة لتطوير مجال يعالج مشكلة اعتمادنا على الوقود الأحفوري، وفي الوقت ذاته يعمل على خلق بيئة أكثر استدامة من أجل مواجهة احتياجات المستقبل.
يجمع مجال فيزياء الهندسة البنائية بين الاختصاصات الموجودة بالفعل في مجال هندسة خدمات البناء والفيزياء التطبيقية والهندسة البنائية في مجالٍ واحد صُمِّمَ للبحث في كفاءة استخدام الطاقة في المباني القديمة والحديثة. ويسمح تطبيق فيزياء الهندسة البنائية بتشييد وتجديد مبانٍ عالية الأداء وموفرة للطاقة مع الحد من تأثيراتها البيئية.
يتناول مجال فيزياء الهندسة البنائية العديد من النقاط المختلفة في أداء المباني، ومن بينها: حركة الهواء، والأداء الحراري، والتحكم في الرطوبة، والطاقة المحيطة، والصوتيات، والضوء، والمناخ، وعلم الأحياء. ويستخدم هذا المجال طرقًا إبداعية لاستغلال هذه الجوانب الأساسية في البيئات الداخلية والخارجية للمبني من أجل توفير مستوى معيشة أكثر حفاظًا على البيئة. إن ما يميز فيزياء الهندسة البنائية عن غيرها من العلوم التطبيقية القائمة أو الاختصاصات الهندسية الأخرى هو أنها تجمع بين علوم الهندسة المعمارية والهندسة وعلم الأحياء وعلم وظائف الأعضاء البشرية. ولا يتناول مجال فيزياء الهندسة البنائية كفاءة استخدام الطاقة واستدامة المباني فحسب، بل يتناول أيضًا أوضاع البيئة الداخلية للمباني والتي تؤثر على راحة قاطنيها ومستوى أدائهم.
على مدار القرن العشرين، شُيِّدَت نسبة كبيرة من المباني التي تعتمد بشكلٍ كامل على الوقود الأحفوري. فبدلاً من التركيز على كفاءة استخدام الطاقة، انشغل المعماريون ومهندسو البناء بتجربة «مواد وأشكال إنشائية جديدة» لتعزيز النموذج الجمالي. أما الآن في القرن الحادي والعشرين، فقد أصبحت معايير أداء الطاقة في المباني تهدف إلى الوصول إلى مستوى خالٍ من الكربون تمامًا في المباني القديمة والجديدة على حدٍ سواء. وقد دفع خطر التغير العالمي والحاجة للتخلص من الاعتماد على الطاقة غير المتجددة والحصول على طاقة مستدامة الكثير من الحكومات في جميع أنحاء العالم إلى تبني معايير صارمة تعمل على تقليل مستويات الكربون. ويعد السبيل الأبرز لتطبيق هذه المعايير الصارمة هو إنشاء مبانٍ تعمل على الحد من التأثيرات البيئية بالإضافة إلى تجديد المباني القديمة لتفي بمعايير انبعاث الكربون. وبذلك، فإن تطبيق فيزياء الهندسة البنائية قد يساعد في تحقيق هذا التحول الذي من شأنه تقليل عدد المباني المعتمدة على الطاقة؛ ومن ثم تلبية مطالب التعداد السكاني المتزايد وتحسين مستوى المعيشة. ويرجع الفضل الأكبر في نمو تطبيقات هذا المجال إلى وضع لوائح تتطلب حساب انبعاثات الكربون لإثبات الامتثال، وخصوصًا توجيه أداء الطاقة في المباني (EPBD).
ولكن مما يدعو للأسف أن نقص التنوع التعليمي في مجال البناء والتشييد يعد عائقًا هائلاً في طريق مجال فيزياء الهندسة البنائية. فعدد قليل فقط من العاملين في صناعة البناء والتشييد هم من لديهم المعرفة بكيفية تطبيق مبادئ فيزياء الهندسة البنائية ولكنهم لا يمتلكون الخبرة المتداخلة بين التخصصات.